# 維達·布魯
小維達·羅歇爾·布魯（英語：Vida Rochelle Blue Jr.，1949年7月28日—2023年5月6日），為美國職棒大聯盟的投手。最著名的事蹟便是幫助運動家奪得世界大賽三連霸。而他曾在1971年同時拿下賽揚獎和年度MVP。
布魯生涯入選6次明星賽，而他也是大聯盟唯六位在兩個聯盟都入選明星賽的投手。

## 職業生涯

### 奧克蘭運動家
1970年，在小聯盟投一陣子球後，布魯再次登上大聯盟。9月11日，他面對皇家隊投出1安打的完封勝。9月21日，他面對雙城隊更是投出無安打比賽。
1971年，布魯強勢拿下24勝8敗，防禦率1.82。這年他囊括了賽揚獎和年度MVP，球隊也在睽違40年後再度闖進季後賽。可惜球隊在美聯冠軍賽被金鶯隊3連勝橫掃出局。布魯在年僅22歲便拿下MVP，為20世紀史上最年輕的獲獎球員。此外，他還擔任美聯明星隊的先發投手，他在這年累積了許多名氣，他不僅成為1971年時代雜誌封面人物，甚至在1972年客串演出電影《奪命太歲老虎槍》。
1972年，布魯和球隊老闆Finley在協調薪水時發生爭執。這年他僅拿下6勝10敗，連季後賽先發都擠不進去。1972年世界大賽，布魯多半以後援投手身分上陣。他在系列賽拿下1次救援成功、1次救援失敗、吞下1敗。
1973年至1975年間，布魯分別拿下20勝、17勝、22勝。他也幫助運動家連續5年在美聯西區稱霸，其中1972年至1974年更是達成世界大賽三連霸。其中1972年美聯冠軍賽他後援4局無失分和1974年美聯冠軍賽1比0完封勝更是他的季後賽代表作。
1975年9月28日，布魯和另外三名投手接力投出無安打比賽。布魯也成為大聯盟史上首位投過獨力無安打和接力無安打的投手。
1976年，布魯與Finley的關係日漸緊張。6月，Finley曾要求將布魯交易至洋基隊，但是被大聯盟主席給否決了。甚至他又在1978年1月30日要求與紅人交易，不過大聯盟主席仍以此交易會破壞各隊強度為由再度否決。曾於1974年至1975年間執教運動家隊的艾爾文·達克對於布魯仍待在運動家甚至感到些許驚訝。最後在1978年3月15日，運動家將布魯交易至巨人，換來Gary Thomasson、Gary Alexander、Dave Heaverlo、John Henry Johnson、Phil Huffman和Alan Wirth等球員，還有30萬美元。

### 舊金山巨人
1978年，布魯拿下18勝。巨人隊也在那年拿下89勝，在國聯西區拿下第三名。儘管布魯在之後兩年都穩定送出14勝，不過巨人隊整年都只有拿下70勝左右，依舊無法衝擊季後賽。

### 堪薩斯市皇家
1982年3月30日，巨人隊將布魯和Bob Tufts交易至皇家，換來Craig Chamberlain、Atlee Hammaker、Renie Martin和Brad Wellman等四名球員。然而布魯在1983年陷入毒品問題，他與隊友Willie Wilson、Jerry Martin和Willie Aikens等人因為購買古柯鹼被判處3個月有期徒刑。1985年，布魯在匹茲堡毒品審判中作證，這起事件也大大影響到他的棒球生涯。2005年，他更是因為多項毒駕罪名被判刑6個月。

## 生涯投球成績
| 勝投 | 敗投 | 防禦率 | 出賽場次 | 先發 | 完投 | 完封 | 投球局數 | 安打 | 失分 | 自責分 | 全壘打 | 保送 | 三振 | 暴投 | 觸身球 |
| ---- | ---- | ------ | -------- | ---- | ---- | ---- | -------- | ---- | ---- | ------ | ------ | ---- | ---- | ---- | ------ |
| 209  | 161  | 3.27   | 502      | 473  | 143  | 37   | 3343.1   | 2939 | 1357 | 1213   | 263    | 1185 | 2175 | 103  | 23     |

## 慈善事業
退休後的布魯雖然陷入毒品疑雲，不過他仍樂於從事公益活動。他不僅會參加一些名人高球業餘比賽、還會不時捐款給需要的兒童、或是捐贈汽機車。他也在哥斯大黎加積極推廣棒球運動。

## 外部連結
- 球員資訊和成績在MLB，ESPN，Retrosheet ，Baseball Reference ，Baseball Reference (Minors) ，Fangraphs ，The Baseball Cube （英文）
- 維達·布魯在台灣棒球維基館上的頁面（繁體中文）